# Eloyella
Eloyella es un género de orquídeas epifitas. Tiene siete especies. Es originario de Panamá hasta el sur de América tropical.

## Características
Son orquídeas epifitas separadas del género Phymatidium y se encuentran fuera de Brasil. El género se caracteriza por tener un abanico de hojas sin pseudobulbo. Florece en un lateral, usualmente, en una inflorescencia en forma de racimo con varias flores. Las flores tienen un prominente callo en la base del labelo.  

## Taxonomía
El género fue descrito por Pedro Ortiz Valdivieso y publicado en Orquideología; Revista de la Sociedad Colombiana de Orquideología 13(3): 234–235. 1979. La especie tipo es: Eloyella antioquiensis (P.Ortiz) P.Ortiz

## Especies
1. Eloyella antioquiensis (P.Ortiz) P.Ortiz - Colombia
2. Eloyella bifida D.E.Benn. & Christenson - Perú
3. Eloyella cundinamarcae (P.Ortiz) P.Ortiz - Colombia
4. Eloyella dalstroemii Dodson - Ecuador
5. Eloyella jostii Dodson & Dalström - Ecuador
6. Eloyella mendietae Dodson & L.Jost - Ecuador
7. Eloyella panamensis (Dressler) Dodson - Panama, Colombia, Venezuela, Guyana, Ecuador
8. Eloyella thienii Dodson - Ecuador
9. Eloyella thivii Senghas - Bolivia
10. Eloyella werneri Dodson & Dalström - Ecuador